# Stieg Hedlund
 (avril 2020).
Si vous disposez d'ouvrages ou d'articles de référence ou si vous connaissez des sites web de qualité traitant du thème abordé ici, merci de compléter l'article en donnant les références utiles à sa vérifiabilité et en les liant à la section « Notes et références ».
Stieg Hedlund (né en 1965 à Portland) est une personnalité célèbre dans le domaine du jeu vidéo en tant que game designer, mais qui s'est aussi illustré dans d'autres domaines (dessin, concepteur de niveaux, producteur...). En tant que directeur graphique pour Perpetual Entertainment, il a travaillé récemment sur le jeu de rôle en ligne massivement multijoueur Gods and Heroes: Rome Rising, sorti durant l'été 2007.

## Biographie
Élevé dans les alentours de Chicago, Stieg Hedlund contribua durant ses années de lycées à un minicomic et entra assez rapidement dans le monde professionnel du design papier/crayon pour l'industrie vidéoludique et en particulier le RPG. Il commença sa carrière en 1987 chez Infinity Software, un petit développeur pour les plates-formes Macintosh, Commodore 64 et Amiga. Ensuite, il travailla pour Koei en 1990 où il fut responsable d'un certain nombre de jeux tel que Liberty or Death sorti sur Mega Drive, Super NES et PC. Peu de temps après, il travailla pour Electronic Arts sur un projet de jeu vidéo basé sur Le Seigneur des anneaux mais qui ne vit jamais le jour. Il alla ensuite travailler le Sega Technical Institute à partir de 1994, où il participa à la conception de jeux tels que Die Hard Arcade, Comix Zone ou The Ooze.
En 1996, il partit travailler pour Blizzard North avec le développement de Diablo II et son extension Lord of Destruction ou encore StarCraft.
Après avoir quitté Blizzard, il fut appelé en tant que designer au côté de David Lynch sur le projet Woodcutters from Fiery Ships. Plus tard, il travailla pour Red Storm Entertainment sur des jeux comme Tom Clancy's Ghost Recon 2, Tom Clancy's Rainbow Six: Lockdown et Tom Clancy's Ghost Recon: Advanced Warfighter avant de rejoindre Perpetual Entertainment.